# Phaonia mimopalpata
Phaonia mimopalpata är en tvåvingeart som beskrevs av Ma och Xiaolong Cui 1992. Phaonia mimopalpata ingår i släktet Phaonia och familjen husflugor. Inga underarter finns listade i Catalogue of Life.